# Антипатр (син Ірода Великого)
Антипатр, Антипатр ІІ — (грец. Ἀντίπατρος, лат. Antipater, бл. 45 р. до н. е. — 4 р. до н. е.) — найстарший син Ірода Великого та його першої дружини Доріс. З 7 по 4 рік до н. е. був законним спадкоємцем трону. Страчений Іродом за п'ять днів до своєї смерті через державну зраду.

## Походження
Антипатр названий за іменем свого діда — Антипатра Ідуменянина, що походив з Ідумеї, та був з першого шлюбу Ірода Великого та юдейки Доріс. Цей шлюб був укладений ще до планів Ірода посісти царський трон Юдеї. Як тільки Ірод Великий заручився з Маріамною, дочкою хасмонея Александра Янная II, він розлучився з Доріс бл. 40—43 р. до н. е. У 40 р. до н. е. при облозі Єрусалима парфянами, Ірод Великий залишив Доріс та Антипатра у Єрусалимі, а Маріамну та її матір Александру відправив у безпечну Масаду.

## Спадкоємець трону. Страта
У 17 р. до н. е. сини Маріамни повернулися з Рима до Єрусалима з наміром помститися Іроду за страчену матір, що привело до напруження у стосунках. Після відчуження з синами Маріамни Ірод Великий знову наближає до двору Доріс і Антипатра, роблячи його конкурентом Арістобула та Александра. У 7 р. до н. е. після суду та страти синів Маріамни, 38-річний Антипатр стає спадкоємцем трону. Ірод був проти цього плану, проте зразу ж робить заручини Антипатра та неповнолітньої доньки Арістобула — Маріамни, що належала до Хасмонеїв. У 4 р. до н. е. Антипатр подався у Рим для прикриття своїх дій, однак був викритий у інтригах проти Ірода Великого, які раніше привели до страти синів Маріамни. Ірод подає Антипатра до суду на чолі з Квінтілієм Варом, який не присуджує йому смертну кару, та після листа Октавіана Августа щодо цієї справи віддає долю Антипатра у руки Ірода. Після спроби Антипатра підкупити варту у в'язниці, про що дізнався Ірод, він був зразу ж страчений у 4 р. до н. е. Маріамна — заручена Антипатра — стає дружиною Ірода Архелая, признаного Октавіаном Августом основним спадкоємцем трону та призначеного ним етнархом Юдеї.